# Толмачев, Николай Григорьевич
Николай Григорьевич Толмачев (укр. Микола Григорович Толмачов, 08 июля 1961, Торез) — украинский предприниматель.

## Образование
В 1984 году с отличием окончил Харьковский авиационный институт.
В 2000 году получил квалификацию экономиста в Харьковском национальном университете им. В. М. Каразина.
В 2002 защитил кандидатскую диссертацию на тему «Проектирование управляемых гасителей энергии в амортизационных системах шасси самолетов».

## Трудовая деятельность
С 1992 Николай Толмачев является основателем и генеральным директором компании ТММ.
Николай Толмачев — вице-президент Строительной палаты Украины, а также член совета директоров Украинской строительной ассоциации, где он официально возглавил рабочую группу по созданию классификатора жилищной недвижимости. 

## Награды
В 2001 году Николай Толмачев награждён Крестом почёта «За возрождение Украины» II степени.
В декабре 2002 года Указом Президента Украины за создание полимерных смесей, организацию их промышленного производства и массового использования в строительстве группе разработчиков строительных смесей «Токан» компании ТММ в лице генерального директора Николая Толмачева присуждено Государственную премию Украины в отрасли науки и техники.
В 2007 году Общенациональный проект «Человек года — 2006» наградил Николая Толмачева званием «Предприниматель года».